# Maria Aletta Hulshoffbrug
De Maria Aletta Hulshoffbrug (brug 1119) is een bouwkundig kunstwerk in Amsterdam-Zuidoost.
De voet- en fietsbrug werd aangelegd in circa 1970 in wat het Nellesteinpad zou worden. De brug ligt ter hoogte van de flat Gravestein, dat tijdens de bouw van de brug nog Gliphoeve heette. De brug maakt deel uit van de bruggen die het langzame verkeer van het snelle gescheiden hield. De brug ligt derhalve op maaiveldniveau (snelverkeer lag op verhoogd niveau). De brug voert over een gracht die in een betonnen bak onder Gravestein doorloopt en ligt aan de westelijke zijde van die flat. 
Het ontwerp voor de brug maakte ook al deel uit van een serie. Dirk Sterenberg tekende bij de Dienst der Publieke Werken een reeks bruggen met hetzelfde uiterlijk te herkennen aan de iele en holle leuningen, de gaten in de borstwering en een nummerplaatje in de leuningen. Het geheel staat op een betonnen paalfundering met daarop betonnen liggers; leuningen zijn van grijs en zwart geschilderd metaal. Deze brug heeft net als brug 1107 nog toevoegingen in abstracte betonnen blokjes (Sterenberg was ook kunstenaar). 
De brug werd in juni 2020 vernoemd naar Maria Aletta Hulshoff.  

## Brug 1112-1118
Van de genoemde reeks bruggen is een groot deel tijdens sanering van de omliggende buurten verdwenen. Zo lag 1112 bij de afgebroken flat Geinwijk, brug 1113-1116 bij de afgebroken flat Echtenstein. Brug 1117 en 1118 lagen westelijk van brug 1119 over hetzelfde water bij de afgebroken flat Eeftink. Op de plaats van Eeftink verscheen nieuwbouw in de vorm van laagbouw en de gracht werd daarbij enigszins verlegd.   

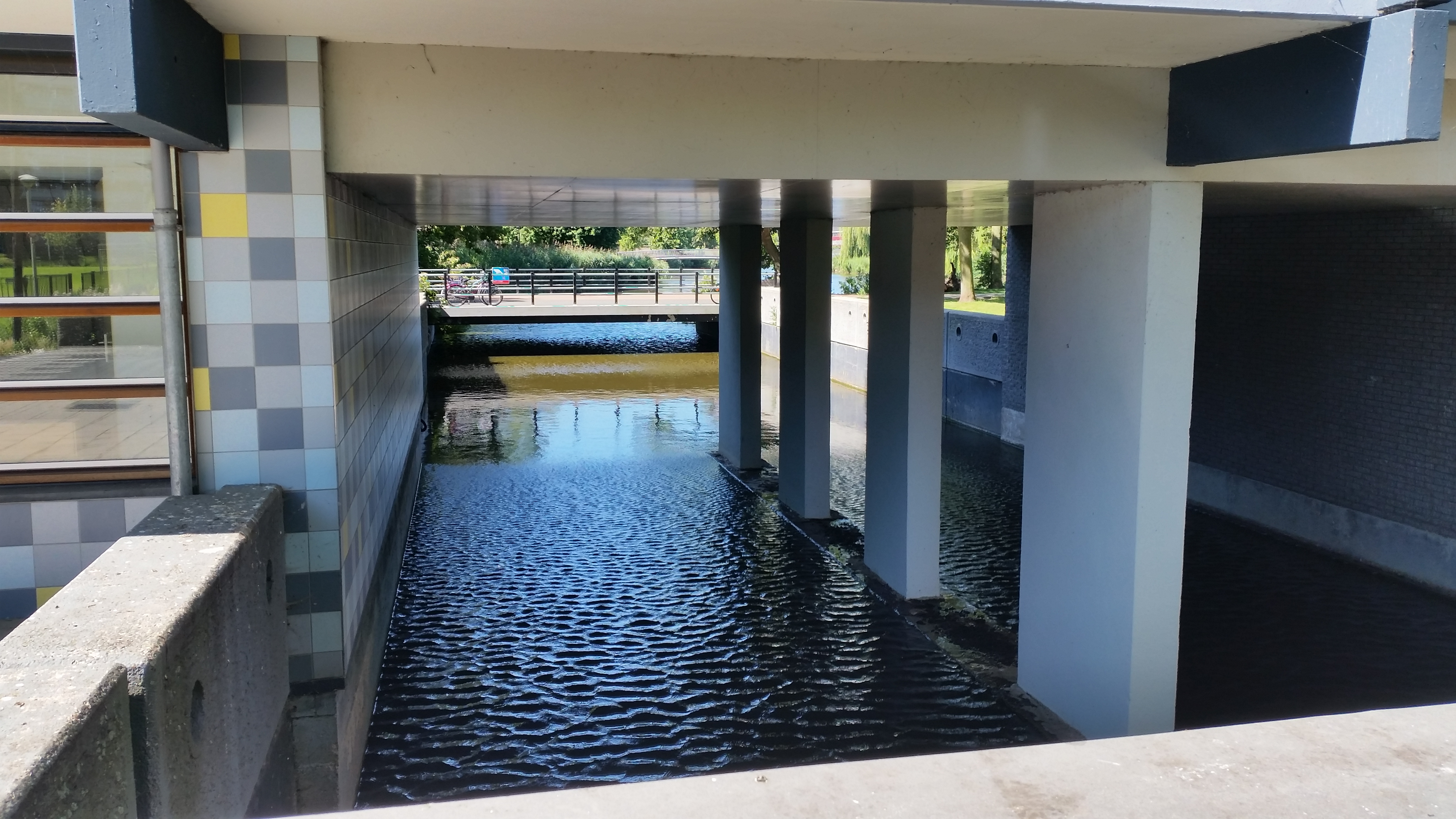
Maria Aletta Hulshoffbrug, gezien vanuit onderdoorgang Gravestein (augustus 2020)

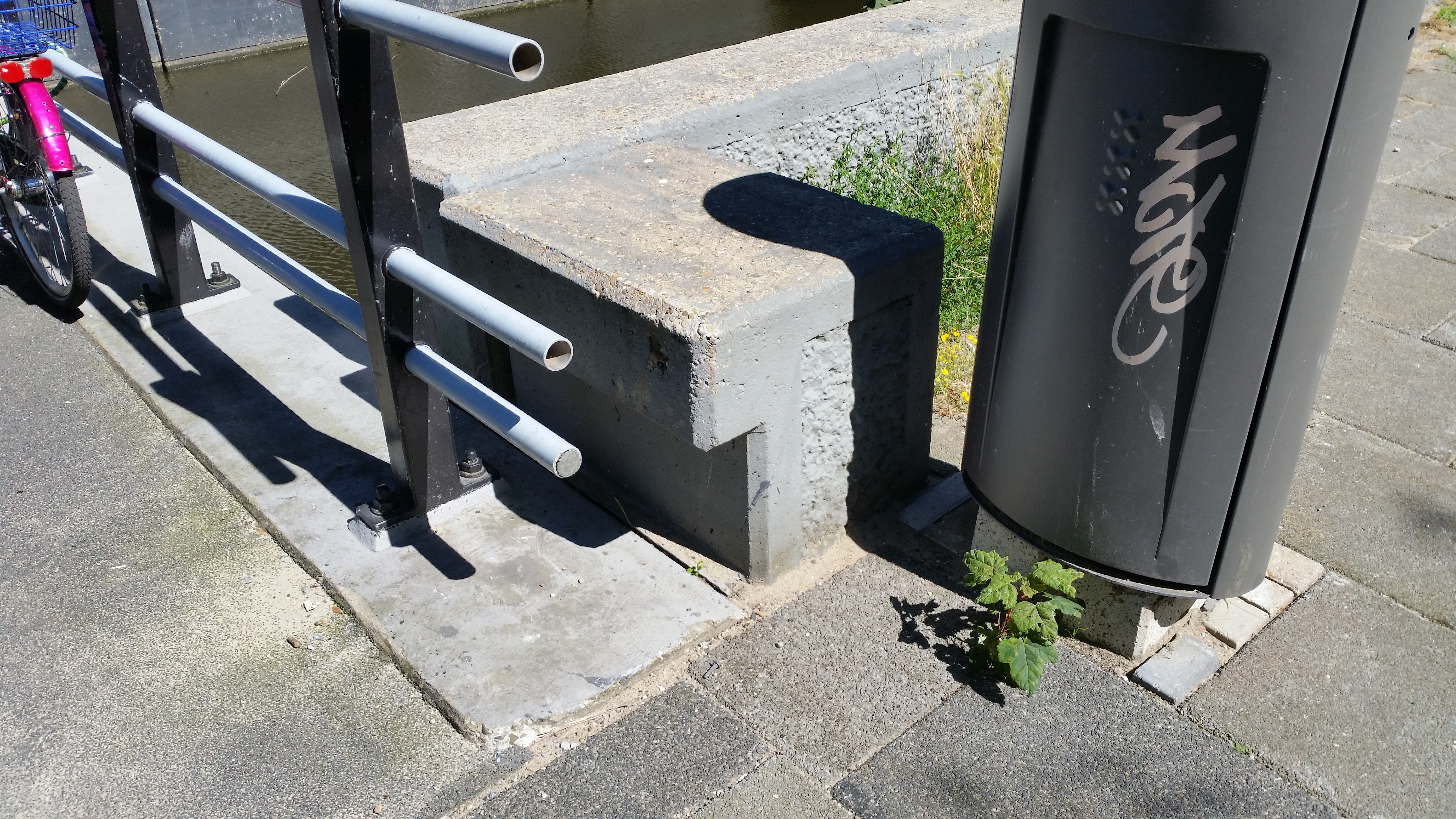
Maria Aletta Hulshoffbrug: leuningen en blokje (augustus 2020)

<<< · 1100 · 1101 · 1107 · 1008 · 1009 · 1110 · 1111 · 1119 · 1121 · 1122 · 1123 · 1124 · 1125 · 1126 · 1127 · 1128 · 1129 · 1130 · 1131 · 1132 · 1133 · 1134 · 1135 · 1139 · 1140 · 1141 · 1142 · 1143 · 1144 · 1145 · 1146 · 1148 · 1149 · 1150 · 1151 · 1152 · 1153 · 1154 · 1155 · 1156 · 1157 · 1159 · 1162 · 1163 · 1164 · 1165 · 1167 · 1170 · 1171 · 1172 · 1173 · 1174 · 1175 · 1176 · 1177 · 1179 · 1180 · 1181 · 1182 · 1183 · 1184 · 1186 · 1187 · 1188 · 1189 · 1190 · 1191 · 1192 · 1193 · 1194 · 1195 · 1196 · 1197 · 1198 · 1199 · >>>
Brugnummers 1102-1106 (gesloopt), 1112-1118 (gesloopt), 1120, 1136-1138, 1145, 1147, 1158 (onbekend), 1160, 1161, 1166, 1168, 1169, 1178 en 1185 (voetbrug Bijlmerweide bouw 1970, sloop 2015) zijn niet (meer) vergeven.